# Sojuz TM-17
Sojuz TM-17 (ryska: Союз ТM-17) var en flygning i det ryska rymdprogrammet. Flygningen gick till rymdstationen Mir. Farkosten sköts upp med en Sojuz-U2-raket från Kosmodromen i Bajkonur den 1 juli 1993. Den dockade med rymdstationen den 3 juli 1993. Farkosten lämnade rymdstationen den 14 januari 1994. Några timmar senare återinträdde den i jordens atmosfär och landade i Kazakstan.

## Kollision
Innan Sojuz TM-17 återvände till jorden skulle man fotografera dockningssystemet APAS-89 på Kristall-modulen. Tsiblijev klagade över att farkosten var trög i styrningen. Serebrov som skötte fotograferingen tyckte att man började komma alldeles för nära en av Mir:s solpaneler. Ombord på Mir fanns en besättning på tre personer, dessa evakuerades till Sojuz TM-18. Dryga minuten senare stötte Sojuz TM-17 mot Kristall-modulen. Ombord på Mir märkte man inte ens kollisionen.